# Кадожак
Кадожак (фр. Cadaujac) насеље је и општина у југозападној Француској у региону Аквитанија, у департману Жиронда која припада префектури Бордо.
По подацима из 2011. године у општини је живело 5098 становника, а густина насељености је износила 332,55 становника/km². Општина се простире на површини од 15,33 km². Налази се на средњој надморској висини од 11 метар (максималној 36 m, а минималној 3 m).

## Демографија
| 1962. | 1968. | 1975. | 1982. | 1990. | 1999. | 2011. |
| ----- | ----- | ----- | ----- | ----- | ----- | ----- |
| 1.863 | 2.152 | 2.537 | 2.823 | 4.137 | 4.408 | 5.098 |

График промене броја становника у току последњих година